# Karel Kinský (malíř)

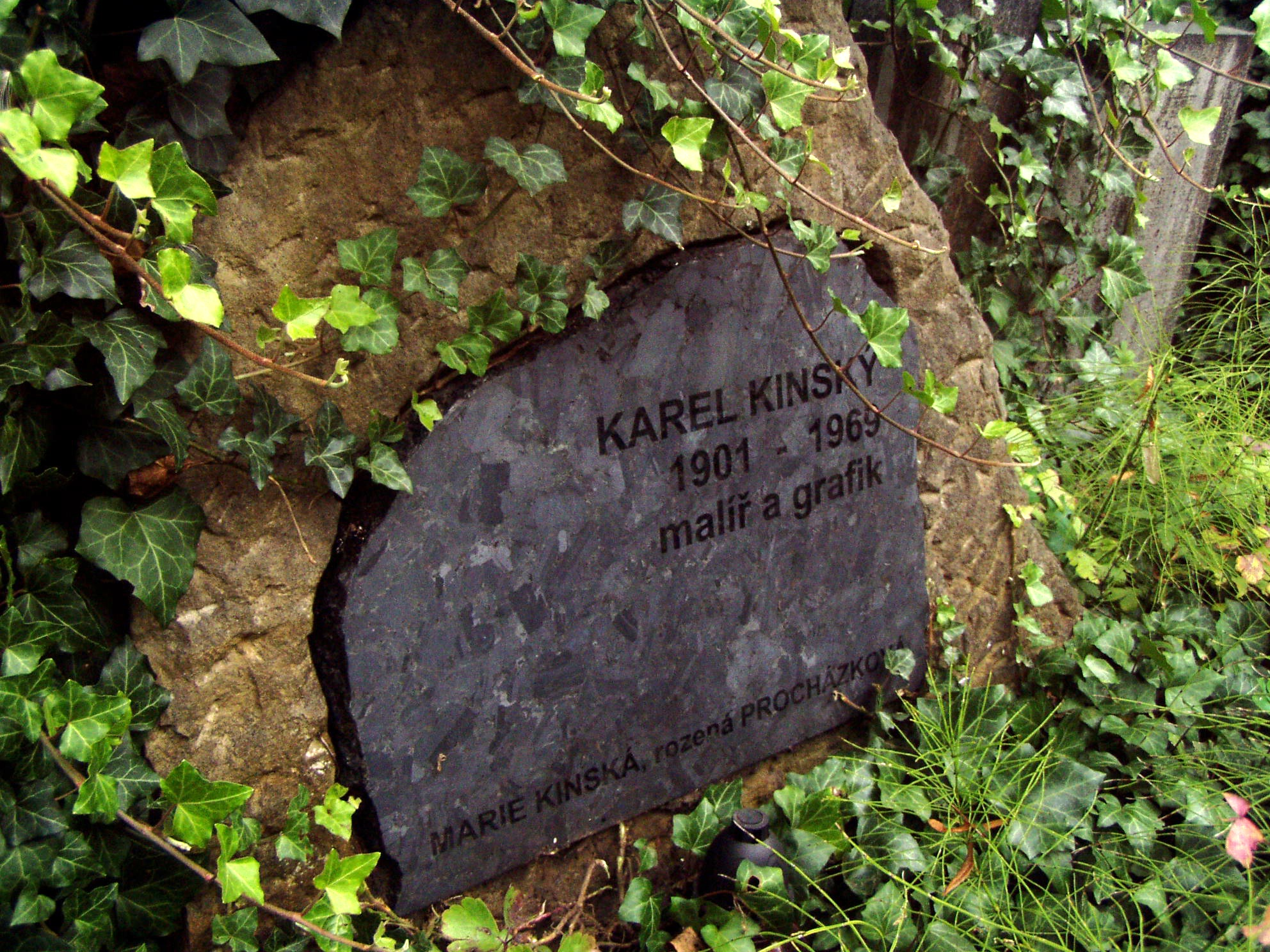
Hrob na turnovském hřbitově

Karel Kinský (2. srpna 1901 Turnov – 28. března 1969 Turnov) byl český malíř, grafik a regionální pracovník.

## Život
Vystudoval v letech 1921–1928 Uměleckoprůmyslovou školu v Praze u V. H. Brunnera a Františka Kysely. Jeho život i dílo bylo spojeno především s Turnovem a Turnovskem. Spolu s malířem Karlem Vikem patřil k předním osobnostem uměleckého spolku Turnovské dílo.

## Dílo
Karel Kinský se umělecky zaměřoval na drobnou grafiku (ex libris apod.), neméně důležitá byla jeho činnost vlastivědná. Byl kronikářem města Turnova a ochotnického spolku Antonín Marek, spolupracoval s Muzeem Českého ráje a vydal řadu soukromých vlastivědných tisků.
Knižně vyšlo:
- Do Doubravic aneb krásnej študáckej vejlet s podivným koncem (Turnov, Müller a spol., 1930)
- Ex libris (10 původních tisků; V Turnově, nákladem vlastním, 1930)
- Ex libris (7. soubor 10 původních tisků; Praha, nákladem vlastním, 1932)
- Pamětní list Spolku divadelních ochotníků Ant. Marek v Turnově – Kronika Turnovské Thalie 1869-1939 (s použitím různých pramenů napsal a list upravil Karel Kinský; V Turnově, Spolek divadelních ochotníků Ant. Marek, 1939)
- Mikoláš Aleš a Český Ráj (V Turnově, nákladem vlastním, 1940)
- Karel Kinský malíř turnovský u Jendy Rajmana rožďalovického mistra knihaře (Rožďalovice, Jenda Rajman, 1941)
- Fotomontáže aneb Cituplní obrazové laterny magiky k potěše rodiny Klírsko-Zodiacké (ručně vyvedené Karlem Kinským a veršem Miloslava Novotného; V Praze, Svatopluk Klír, 1945)
- Grafik Eduard Karel vzpomíná (zapsal Karel Kinský; V Praze, Pražské nakladatelství V. Poláčka, 1947)[p 1]
- Dějiny a popis chrámu Narození Panny Marie v Turnově (Turnov, 1948)
- Almanach spolku divadelních ochotníků Antonín Marek v Turnově (uspořádal a upravil Karel Kinský; V Turnově, Spolek divadelních ochotníků, 1949)
- Sto čtyřicet let knihovny v Turnově – 1820-1960 (Autoři Karel Kinský, Karel Alt, Ladislav Kadava, fotografie Karel Alt; Turnov, Vzorná okr. lid. knihovna, 1960)

Ilustrace:
- Svaté obrázky z Čech (Autor Paul Claudel, vydal O. F. Babler, Svatý Kopeček u Olomouce, 1934)